# ボコ・ハラム
ボコ・ハラム（Boko Haram）は、ナイジェリアのサラフィー・ジハード主義組織。正式な名称は「ジャマート・アール・アズ・スンナ・リッド・ダアワ・ワ・ル・ジハード」と名乗っており、直訳すると「宣教（ダアワ）及びジハードのためのスンナ派ムスリム集団」（アラビア語: جماعة اهل السنة للدعوة والجهاد Jamāʻat Ahl as-Sunnah lid-daʻwa wal-Jihād）という。
Boko はハウサ語で「西洋式の非イスラム教育」を意味し、Haram とはアラビア語で「罪」の意味である。つまり Boko Haram とは「西洋の教育は罪」という意味となる。ナイジェリア北部の各州にシャリーアの導入を目指して武装闘争を展開している。「ナイジェリアのターリバーン」と呼ばれる。アルカーイダと連携しており、2015年にはISILに忠誠を誓っている。

## 組織

ボコ・ハラムの勢力圏（灰色、2014年）

ボコ・ハラムは西洋式教育だけでなく西洋文明、現代科学、特にダーウィン主義を攻撃している。さらには異教徒だけでなく、過激思想を受け入れないムスリムも攻撃対象としており、ナイジェリア国内のモスクに対してもテロを引き起こす事がある。
創設者はモハメド・ユスフで、2024年現在の指導者はバクラ・ドロとなっている。
二代目指導者とされているアブバカル・シェカウ時代に組織は大きく拡大した。2014年、ナイジェリア秘密警察の広報官は、本物のアブバカル・シェカウは2003年の時点で既に死亡しており、その後複数の人物が名乗ってきたことを指摘。組織内でアブバカル・シェカウの名前が1人歩きし、指導者のブランドと化していることを示唆している。なお、ボコ・ハラムのビデオにて、アブバカル・シェカウを演じていた戦闘員の1人は、2014年、ボルノ州内の戦闘により死亡している。2014年10月、ボコ・ハラムとナイジェリア政府との間で和平交渉が持たれたが、この過程でアブバカル・シェカウの代理を名乗る者が殺到。交渉窓口はもちろんのこと、ボコ・ハラムの事実上のリーダーと、その指揮系統の全体像は非常に不明瞭となっている。アブバカル・シェカウが登場する動画は、2018年1月にも公開されている一方で死亡説もたびたび流れており、2021年6月にも対立組織の情報として死亡が報道されている。
2021年6月以降、次期指導者としてサアラバとバクラ・ドロが対立していたが、2022年6月にバクラがサアラバを殺害し、組織を掌握した。

## 歴史

### 2012年まで
前身組織は、1990年代中頃に設立されたイスラム教の学習グループとされる。
ボコ・ハラムは、2002年にナイジェリア北部のマイドゥグリで結成された。
2004年にボコ・ハラムはヨベ州に本部を移した。ニジェールとの国境付近に設立した軍事訓練キャンプを「アフガニスタン」と名づけ、そこから警察署の襲撃などを繰り返した。ボコ・ハラムにはチャドなどから来た民兵も合流している。
2009年、ナイジェリア警察はボコ・ハラムの摘発に乗り出しバウチ州で幹部数名を逮捕、7月には治安部隊とボコ・ハラムの間でバウチ州、ヨベ州、カノ州、カツィナ州において大規模な戦闘が行われ、700人を越える死者が出た。リーダーのモハメド・ユスフはナイジェリアの治安当局に逮捕され、収監中に脱走を図り射殺された。39歳であった。それ以降はシェカウがリーダーを名乗ることとなった。
2010年にはボルノ州での暗殺、バウチ州の刑務所襲撃（700人以上の受刑者が結果的に脱獄した）、グッドラック・ジョナサンが大統領に就任すると首都アブジャのナイジェリア軍兵舎敷地内の市場での爆弾テロ、クリスマスイブにプラトー州でキリスト教徒を狙った連続爆破テロなどを起こした。
2011年6月にアブジャで起こった警察本部駐車場での自爆テロ事件（2人が死亡）でも犯行声明を出している。
2012年1月6日北東部アダマワ州の州都ヨラで教会と美容院を襲撃し、11人を殺害した。さらに同日北東部ヨベ州で警察と銃撃戦を展開し、警察官2人が死亡した。同年2月15日夜、コギ州の刑務所が襲撃を受け、看守1人が殺害、受刑者119人が脱走する事件が発生したが、後日、この事件の犯行声明を出している。

### 2013年
2013年5月14日、ナイジェリアのジョナサン大統領は、ボコ・ハラムたちの攻撃は宣戦布告に該当するとして「テロリストの反乱」に対処するため、ボルノ州、ヨベ州、アダマワ州の3つの州に対して非常事態宣言を発令した。2013年を通じて、政府軍とボコ・ハラムの戦闘は続き、隣国のニジェール側に3万7,000人以上の避難民が流出した。また同年11月13日、アメリカ政府は、ボコ・ハラムとアンサル（派生組織）を、テロ組織に指定した。同年7月6日、ヨベ州マムドの寄宿学校が襲撃され、生徒ら42人が死亡した (Yobe State school shooting) 。9月17日、ボルノ州ベニシェイクで市民が襲撃され少なくとも87人が死亡した。9月25日から26日にかけて、カメルーン国境に近いボルノ州の村が襲撃され、民間人27名が死亡した。9月29日にはヨベ州の農業大学の学生寮に武装集団が押し入り銃を乱射し40人の学生が死亡する事件が発生 (Gujba college massacre) 、ナイジェリア軍報道官は、この事件をボコ・ハラムの犯行だと非難した。

### 2014年

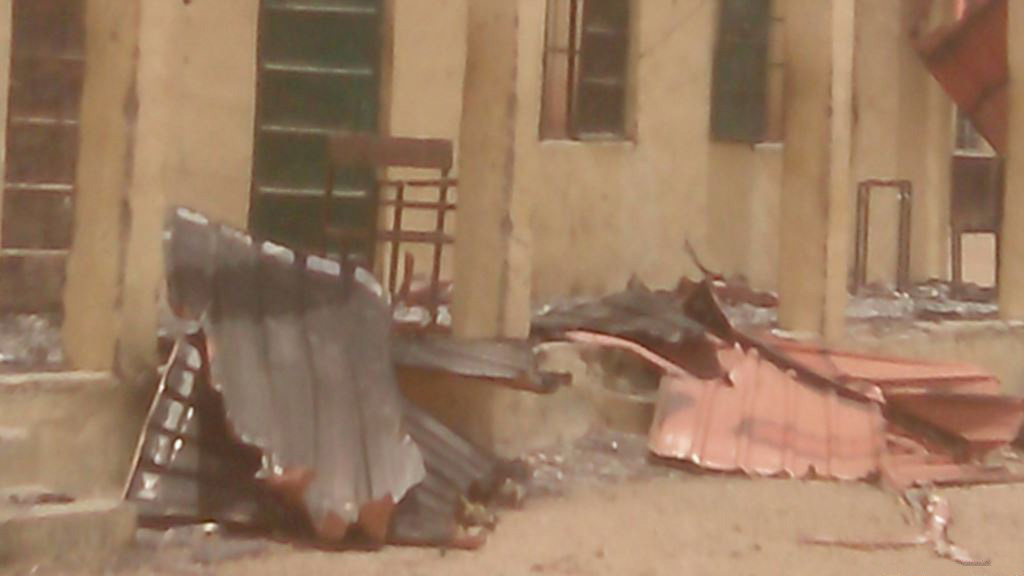
ナイジェリア生徒拉致事件で破壊された学校

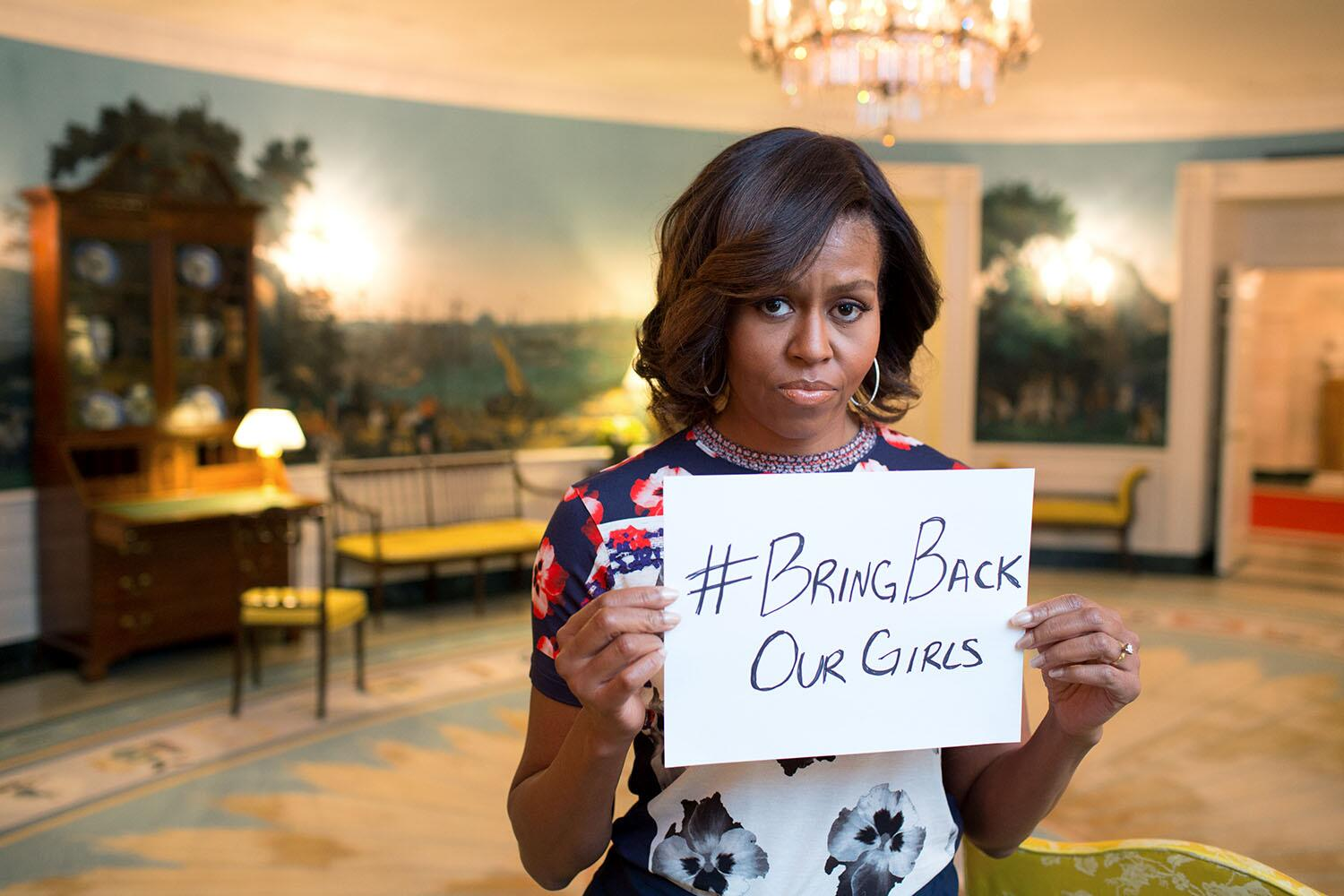
ボコ・ハラムに対して、拉致された生徒を返すように訴えるキャンペーン「#BringBackOurGirls」を掲げるミシェル・オバマ

2014年2月、ボルノ州のキリスト教徒が多く住む村が襲撃され、100人以上が犠牲となった。
2014年4月、ボルノ州の学生寮を襲撃し女子生徒240人が拉致（ナイジェリア生徒拉致事件）。女子生徒らを「奴隷として売り飛ばす」との犯行声明がだされる。
2014年5月、ボルノ州の町を襲撃、少なくとも125人を殺害。
5月29日、ジョナサン大統領は、前月の生徒拉致事件を念頭にボコ・ハラムに対し、対テロ全面戦争を行う決意を表明したが、この日以降も断続的に集落が襲われ多くの住民が殺害された。
10月17日、ナイジェリア政府がボコ・ハラムとの間で、停戦と4月に拉致された女子生徒を解放することが合意されたと発表したが、戦闘は継続し女子生徒も解放されなかった。11月に入りボコ・ハラムが公表したビデオにおいて、指導者のアブバカル・シェカウは、停戦も女子生徒の解放も事実ではないとし、既に女子生徒はイスラム教に改宗した上で結婚させたとしている。

### 2015年
1月3日、ボルノ州バガ郊外の多国籍軍基地を奪取し、バガで約2000人の住民を虐殺。
1月11日、ナイジェリア北東部で少女の自爆相次ぐ、23人が死亡。
1月30日、アフリカ連合がボコ・ハラムに対抗するため、周辺5ヵ国軍で構成する7500人規模の部隊創設を勧告。
3月4日、ISILに忠誠を誓う。

### 2016年
6月3日夜、ニジェール軍の駐屯地をボコ・ハラムが数百人の戦闘員により襲撃。ナイジェリア兵2人、ニジェール軍兵士30人が死亡。ニジェール軍側にとって、ボコ・ハラムによる過去最大の被害となった。ボコ・ハラム側の被害は不詳。
8月7日、アブバカル・シェカウにより、組織が分裂したという情報を否定する動画が公開された。
8月28日、ムハンマド・ブハリ大統領は、アブバカル・シェカウが負傷するとともに組織から追い出されたこと、また、新たに創始者の子息、アブムサブ・バルナウィ師が新たな指導者になったことを示した。組織内部は、アブバカル・シェカウの組織とイスラム国西アフリカ州（ISWAP）に分派し、ISILは後者の支援を始めた。
12月23日、政府軍は、ボルノ州サンビサ森林地帯に構築されていたボコ・ハラム側の「キャンプ・ゼロ」を急襲して制圧した。制圧を受けてブハリ大統領は、「キャンプ・ゼロ」はボコ・ハラムの最後の拠点であったと強調し、戦闘員が隠れ潜む場所はもはやないと述べている。

### 2017年

拉致した男性を処刑しようとするボコ・ハラムの戦闘員（2017年）

5月6日、2014年4月に北東部ボルノ州チボクの学校から拉致された276人の女子生徒のうち82人がスイスと赤十字社の仲介により、治安当局に拘束されていたボコ・ハラムの幹部5人と交換に解放された。当初は、83人解放される予定であったが1人が戦闘員との結婚を理由に解放を拒否した。
7月23日、ボルノ州マグメリ付近で資源調査を行っていたナイジェリア国営石油公社のチームが、ボコ・ハラムの戦闘員から襲撃を受け69人以上が死亡。

### 2018年
１月2日、ボコ・ハラムの指導者であるアブバカル・シェカウが数ヶ月ぶりの動画メッセージを公開し、健在さをアピールするとともに「ナイジェリアで2017年末に発生した一連の襲撃事件を起こしたのはボコ・ハラムだ」と主張した。
2月18日、ナイジェリア北東部ヨベ州ダプチの学校をボコ・ハラムが襲撃し、女子生徒110人を拉致した。2014年に起きたナイジェリア北東部ボルノ州で女子生徒270人以上がボコ・ハラムに誘拐された事件の二の舞になるとの懸念が広がり、事件発生5日後の2月23日にナイジェリアの大統領（当時）であるムハンマド・ブハリは「これは国家的な惨事だ。起こり得たことを遺憾に思う」「政府は軍隊や偵察機を増派し、24時間態勢で同地域全体に目を配り、行方不明者全員の発見に尽力する」と述べた。
3月21日、ナイジェリア政府はボコ・ハラムが同国北東部ヨベ州ダプチの学校から2月に拉致した女子生徒110人のうち、104人を解放したと発表した。解放された少女らによると、残る6人のうち5人は死亡、1人はキリスト教徒で、ボコ・ハラムはイスラム教に改宗するまで拘束を続ける意向だとされる。
4月13日、ユニセフが2013年以降にボコ・ハラムによって拉致された子どもの数が1000人を超えると報告した。
5月7日、ナイジェリア軍はがナイジェリア北東部ボルノ州で、ボコ・ハラムに捕まっていた人たち1000人超を救出したと発表した。
6月4日、ナイジェリア軍はチャド湖やボルノ州北部の国境付近で軍事作戦を実行し、ボコ・ハラムに捕まっていた人質148人を救出したと発表した。救出されたのは、子ども75人、女性58人、男性15人。人質のうち10代の２人が妊娠していた。救出された人々によれば、女性はボコ・ハラムから性的虐待を受けたほか、男性は労働を強要されていた。
6月16日、ナイジェリア政府はナイジェリア北東部ボルノ州でボコ・ハラムとみられる勢力によるロケット攻撃があり子供を含む住民ら少なくとも３１人が死亡したと発表した。
7月14日、ナイジェリアの治安当局が、ナイジェリア北東部ヨベ州にある軍の基地がボコ・ハラムの攻撃を受け、兵士ら数百人が行方不明になったと発表した。
8月7日、ボルノ州の州都マイドゥグリから北に約13キロ離れた村マンドゥリにボコ・ハラムの戦闘員が襲撃し、銃を発砲したり、携行式ロケット弾で攻撃を加え、村民7人が死亡した。
9月4日、ナイジェリア軍はボコ・ハラムが8月30日にナイジェリア北東部ボルノ州の軍事基地を襲撃し、兵士48人が死亡したと発表した。
9月17日、ナイジェリア政府はナイジェリア北東部マイドゥグリ郊外の町にあるユニセフ診療所で従事し、2018年3月にボコ・ハラムに拉致されていた25歳の看護師が殺害されたと発表した。
10月17日、ナイジェリア政府は難民キャンプの病院に従事し、2018年3月にボコ・ハラム拉致されていた24歳の女性看護師が殺害されたと発表した。
10月30日、キリスト教プロテスタント福音派の世界組織である世界福音同盟とアフリカ福音同盟、ナイジェリア福音同盟は、2月にボコ・ハラムに拉致された少女110名のうちイスラム教徒への改宗を拒否し唯一拘束が続いているキリスト教徒の15歳の少女と国際赤十字で看護師として働き、3月1日ボコ・ハラムに拉致されたキリスト教徒の女性の解放を求める声明を発表した。
11月18日、戦闘員がトラック約20台に分乗し、ナイジェリア軍の基地を攻撃し、基地司令官を含む少なくとも43人が死亡。戦闘員らは基地を占拠し、武器を略奪した。
11月18日、ナイジェリア軍がナイジェリア北東部にあるボコ・ハラムの「要塞」を攻撃、これによりボコ・ハラムの報道官アフマド・サーレが殺害された。
11月29日、ボコ・ハラムがニジェール南東部のディファ州を襲撃し、少女16人を拉致した。
11月29日、チャド、ナイジェリア、ニジェール、カメルーンの首脳が共同でボコ・ハラムの攻撃に対抗するためには国際的な支援が必要だとの声明を発表した。
12月25日、ナイジェリア軍はボコ・ハラム対策で無人航空機の使用を開始したと発表した。

### 2019年
1月2日、ニジェール国防省は、南東部の対ナイジェリア国境付近でニジェール軍が2018年12月28日から展開中のボコ・ハラム掃討作戦で、戦闘員280人以上を殺害したと発表した。国防省が国営テレビを通じて明らかにしたところによると、掃討作戦により、空爆で戦闘員200人以上、地上戦で87人を殺害した。
1月29日、国連難民高等弁務官事務所の報道官は、最近のボコ・ハラムによる一連の襲撃で8万人超の住民が避難したことを指摘。約3万人が隣国のカメルーン側へ越境して避難したことから、カメルーン軍がナイジェリア側で一時的な掃討作戦を行った。
5月25日、ナイジェリア北東部ボルノ州でボコ・ハラムが、住民が乗った車列を襲撃し、警護していた軍兵士や住民少なくとも25人を殺害した。住民らは約50台の車に分乗し、ボルノ州の村から避難する途中で、ボコ・ハラムが車列を取り囲み、銃撃した。
6月23日、チャド湖周辺でボコ・ハラムとチャド軍のあいだで戦闘がおこり、チャド軍に将校3人を含む11人の戦死者がでた。
7月28日、ナイジェリア北東部ボルノ州の州都マイドゥグリ近郊の村をボコ・ハラムが襲撃し、65人を殺害したと地元当局が発表した。

### 2020年
3月24日、チャド政府はチャド湖近郊の軍事施設でチャド軍とボコ・ハラムが7時間交戦し、チャド軍の兵士92人が殺害されたと発表。チャドのイドリス・デビ大統領（当時）は「これほど多くの自国兵を失ったのはこれが初めてだ」と述べた。
3月31-4月3日、3月24日の事件を受け、チャド軍がチャド湖地域のボコ・ハラム勢力に対して掃討作戦を実施した。
6月9日、ナイジェリア北東部ボルノ州の村をボコ・ハラムが襲撃し、住民少なくとも69人を殺害。牛やラクダ計約1200頭を略奪した。
6月13日、ナイジェリア北東部ボルノ州の複数の村をボコ・ハラムの派生組織が襲撃した。軍が駐留する町をロケット弾などで襲い、兵士少なくとも20人を含む、住民や政府軍兵士計60人以上を殺害した。
7月24日、国連は、ボコ・ハラムがナイジェリア北東部で2019年末までの3年間に、拉致した203人の子どもを使った爆弾テロを行っていたとの報告書を発表した。約8割が少女であった。大人の戦闘員が子どもの体に爆弾を巻き付けて雑踏に向かわせ、遠隔操作で起爆する手口で、国連は「人間爆弾」と非難した。
7月31日、ボコ・ハラムがチャド湖周辺の村を襲撃し、民間人10人（女性2人、男性8人）を殺害、男性7人を拉致し、村を略奪して火を付けた後に引き揚げたことを軍の将校と現地の当局者が明らかにした。
11月28日、ボコ・ハラムがナイジェリア・ボルノ州のコショベで出稼ぎ農民ら110人の首をロープで縛り上げ、喉を掻き切って虐殺したと国連人道調整官 (Humanitarian Coordinator)のエドワード・カロンが発表した (コショベの虐殺)。

### 2021年
3月31日、 ナイジェリア空軍は、ナイジェリア北東部ボルノ州周辺でボコ・ハラムの攻撃を受けていたナイジェリア軍地上部隊に火力支援を行う任務に就いていた軍用機がレーダーから消失したと発表した。
4月26日、ナイジェリア西部ナイジャ州の知事がボコ・ハラムが州内の町「カウレ」を攻撃し、占拠したと発表。「カウレ」を拠点とすることで東に隣接する首都アブジャにも治安上の脅威が及ぶことが懸念された。
5月19日、ボコ・ハラムの拠点をイスラム国西アフリカ州(ISWAP)の戦闘員が包囲。指導者のアブバカル・シェカウが拘束を逃れるため自殺を試み、重傷を負ったとの報道がなされた。6月にはアブバカル・シェカウが死亡したとする情報がISWAPによって流されている。
6月17日、ボコ・ハラムがアブバカル・シェカウが死去したことを正式に認めた。以降の指導者はバクラ・ドロとバクラ・サアラバの二人とされている。
8月7日、ナイジェリア北東部の州知事が、ボコ・ハラムに2014年に拉致された女子生徒の1人が解放され、家族と再会したと発表した。
8月上旬、ナイジェリアのボルノ州でボコ・ハラムのメンバー1000人余りが、2014年に同国北東部の都市チボクで拉致した少女2人と共にナイジェリア政府に投降した。ナイジェリアのライ・ムハンマド情報文化大臣(当時)は戦争捕虜として扱い、投降したボコ・ハラムの兵士を起訴しない方針を明らかにした。
9月2日、ナイジェリア軍はボコ・ハラムの戦闘員約6,000人が過去数週間の間に投降してきていたことを明らかにした。ボコ・ハラムの最高指導者が5月に死亡したことにより組織が弱体化しているためと見られている。ナイジェリア軍には、ボコ・ハラムによって家族や同僚を失った軍人が多く在籍していることから、この投降兵の受け入れには難儀しているとしている。

### 2022年
7月5日、ナイジェリアの首都アブジャにある刑務所が、武装勢力に襲撃され、囚人879人が脱走した。ナイジェリア内務省幹部は、ボコ・ハラムの犯行だと指摘した。当時、刑務所にはボコ・ハラムのメンバー64人を含む1000人が収監されていた。襲撃により警備員1人が死亡した。
7月25日、ナイジェリア軍は過激派との戦闘では2014年にチボクの中学校でボコ・ハラムにより拉致された女性2人を救出したと発表した。チボクでは300人が拉致され、今までに200人近くが交渉による解放および逃走により保護されているが、いまだ100人近くが消息不明となっている。

### 2023年
2023年を通じて、ボコ・ハラムはバクラ・ドロの指導の下で勢力を大きく回復した。 同組織は支配地域を拡大し、一連の激しい戦闘でイスラム国西アフリカ州(ISWAP)を打ち破って、チャド湖の多くの島々や沿岸地域を掌握した。

### 2024年
9月1日、ナイジェリア北東部ヨベ州の村で、ボコ・ハラムとみられる武装集団が住民を襲撃し、少なくとも37人を殺害した。地元の自警団がボコ・ハラムの戦闘員とみられる2人を殺害したことに対する報復の可能性が高いと考えられている。

### 2025年
4月12日、ナイジェリア北東部ボルノ州で、旅行者を乗せたバスが地雷を踏み、少なくとも8人が死亡、21人が負傷した。ボコ・ハラムの犯行と考えられ、地元当局はボコ・ハラムの攻撃が活発化しているとし、治安部隊に対してテロ対策と主要道路の安全確保を強化するよう求めた。